# Världsmästerskapet i schack 1935
Världsmästerskapet i schack 1935 var en titelmatch mellan den regerande världsmästaren Alexander Aljechin och utmanaren Max Euwe. Den spelades på olika platser i Nederländerna mellan den 3 oktober och 16 december 1935. Matchen slutade med en överraskande seger för Euwe som därmed blev den femte världsmästaren.
Aljechin var storfavorit och öppnade starkt. Efter bara 7 partier ledde han med tre poäng och ännu efter 19 partier var han två poäng före. Men Euwe höll huvudet kallt, vände matchen och vann. 
Delvis berodde nog detta på en underskattning från Aljechins sida. I stället för att lita på sin goda teknik gav han sig in i onödigt komplicerade taktiska vändningar. En del har också pekat på Aljechins alkoholproblem. Enligt pressrapporter infann han sig berusad till det 21:a partiet. 
Men Euwe var också starkare än vad många insåg, och han var väl förberedd, både öppningsteoretiskt och fysiskt.

## Bakgrund
Euwe var en oväntad utmanare till Aljechin.
Han hade flera meriterande turneringsresultat men han hade förlorat en match mot Aljechin 1926, två matcher mot Efim Bogoljubov 1928 och en mot José Raúl Capablanca 1931. Salo Flohr sågs också som en mer logisk utmanare av FIDE.
Trots detta accepterade Aljechin Euwes utmaning.

## Regler
För att vinna matchen krävdes mer än 15 poäng och minst sex vunna partier.

## Resultat
| Namn               | Parti | Parti | Parti | Parti | Parti | Parti | Parti | Parti | Parti | Parti | Parti | Parti | Parti | Parti | Parti | Parti | Parti | Parti | Parti | Parti | Parti | Parti | Parti | Parti | Parti | Parti | Parti | Parti | Parti | Parti | Poäng |
| Namn               | 1     | 2     | 3     | 4     | 5     | 6     | 7     | 8     | 9     | 10    | 11    | 12    | 13    | 14    | 15    | 16    | 17    | 18    | 19    | 20    | 21    | 22    | 23    | 24    | 25    | 26    | 27    | 28    | 29    | 30    | Poäng |
| ------------------ | ----- | ----- | ----- | ----- | ----- | ----- | ----- | ----- | ----- | ----- | ----- | ----- | ----- | ----- | ----- | ----- | ----- | ----- | ----- | ----- | ----- | ----- | ----- | ----- | ----- | ----- | ----- | ----- | ----- | ----- | ----- |
| Alexander Aljechin | 1     | 0     | 1     | 1     | ½     | ½     | 1     | 0     | 1     | 0     | ½     | 0     | ½     | 0     | ½     | 1     | ½     | ½     | 1     | 0     | 0     | ½     | ½     | ½     | 0     | 0     | 1     | ½     | ½     | ½     | 14½   |
| Max Euwe           | 0     | 1     | 0     | 0     | ½     | ½     | 0     | 1     | 0     | 1     | ½     | 1     | ½     | 1     | ½     | 0     | ½     | ½     | 0     | 1     | 1     | ½     | ½     | ½     | 1     | 1     | 0     | ½     | ½     | ½     | 15½   |